# Stefano Dal Lago
Stefano Dal Lago (Trissino, 6 maggio 1964 – Novara, 27 settembre 1988) è stato un hockeista su pista italiano due volte Campione del Mondo con la Nazionale italiana.

## Biografia
Nasce hockeisticamente nella squadra della sua città, il Gruppo Sportivo Hockey Trissino iniziando a pattinare all'età di 8 anni. Le sue doti emergono già dopo pochi anni, quando con la sua squadra vince la medaglia d'oro ai Giochi della Gioventù nel 1975 a Palermo.
Nel 1980 debutta in prima squadra e nell'estate del 1983, a soli 19 anni si trasferisce al pluriscudettato Hockey Novara ed in poche stagioni vince praticamente tutto: tre scudetti, quattro Coppe Italia e una Coppa CERS.
Nel frattempo si laurea Campione del Mondo con la Nazionale nel 1986 a Sertãozinho in Brasile e nel 1988 a La Coruña in Spagna.
Il 27 settembre 1988, durante un incontro di Coppa Italia tra il suo Hockey Novara e il Forte dei Marmi, muore all'età di 24 anni per arresto cardiaco.
Negli anni successivi a Novara, la sua città adottiva dove era soprannominato "la farfalla a rotelle", gli è stato intitolato il Palazzetto dello Sport rinominato quindi Palasport "Stefano Dal Lago", dove ancora oggi giocano tutti i propri incontri casalinghi le squadre di hockey novaresi.
A Trissino invece, gli è stato dedicato un prestigioso Torneo Giovanile che viene disputato ogni anno.

## Palmarès

### Club

#### Competizioni nazionali
- Campionato italiano: 3

Hockey Novara: 1984-1985 - 1986-1987 - 1987-1988
- Coppa Italia: 4

Hockey Novara: 1984-85 - 1985-86 - 1986-87 - 1987-88

#### Competizioni internazionali
- Coppa CERS: 1

Hockey Novara: 1984-85

### Nazionale
- Campione del Mondo 1986 Sertãozinho (BRA)
- Campione del Mondo 1988 La Coruña (SPA)
- Campione d'Europa Juniores 1982 Pordenone